# Đorđe Kamber
Đorđe Kamber (in serbo Ђорђе Камбер?; Sanski Most, 20 novembre 1983) è un allenatore di calcio ed ex calciatore serbo naturalizzato bosniaco, ex centrocampista e Viceallenatore dell'Honvéd.

## Biografia
Nato a Sanski Most nell'ex Repubblica di Serbia e Montenegro, (fino al 1992 Jugoslavia) dal 2007 dopo la fine della Guerra di Bosnia acquisisce di fatto la cittadinanza bosniaca.

## Caratteristiche tecniche
Nasce come difensore centrale, per poi nel corso degli anni avanzando e trovando utilizzo principalmente come centrale o mediano. Altra qualità del calciatore è quello di saper battere i calci piazzati.

## Carriera

### Club
Muove i primi passi nel Radnički Kragujevac, successivamente passa prima al Mačva Šabac e poi allo Srem. Debutta nel professionismo con lo Zastava Kragujevac nella seconda divisione di Serbia e Montenegro, nella stagione 2001-02 passa con il Remont Čačak sempre in seconda divisione segnando un gol in 24 presenze. Nel 2002 esordisce nella massima divisione con l'OFK Belgrado restando per due stagioni, nelle due stagioni seguenti viene mandato in prestito al Mačva Šabac prima con un gol in 39 presenze e allo Srem poi scendendo in campo in 15 occasioni non segnando gol, società in cui era già stato nelle rispettive giovanili. Nell'estate del 2006 viene acquistato dallo Željezničar con cui conclude la prima annata con 2 reti in 26 partite e la successiva con 15 presenze ed un gol, prima di trasferirsi nel febbraio 2008 al Diósgyőr club ungherese neopromosso nella massima serie restando una stagione e mezza. Successivamente firma per lo Zalaegerszeg aiutando la prima stagione alla conquista del quinto posto valido per l'Europa League, lascia la squadra nel febbraio 2012 dopo 75 presenze e 12 reti, per accasarsi al Gyori ETO dove nell'arco di tre stagioni e mezza diventa uno dei titolari inamovibili laureandosi campione d'Ungheria 2012-13 e vincendo una Supercoppa con uno score di 13 reti in 90 presenze. Nell'estate del 2015 voluto fortemente dall'allenatore Marco Rossi viene tesserato dall'Honvéd firmando un contratto quadriennale. Nella prima stagione è spesso determinante nel far vincere alla propria squadra svariate partite, grazie anche alle 9 reti messe a segno. Nella stagione seguente è uno dei giocatori più determinanti nella conquista del quattordicesimo scudetto, conquistandosi nel corso degli anni la fiducia della tifoseria e della società tanto da affidargli la fascia da capitano. Il 3 luglio 2020 segna il primo dei due gol che serviranno all'Honvéd per battere in finale con il risultato di 2-1 il Mezőkövesd-Zsóry e a conquistare Coppa d'Ungheria 2019-2020, riportando così la Coppa nazionale a Kispest dopo 11 anni. Dopo aver giocato l'ultima stagione e mezza nella squadra riserve dell'Honvéd in terza serie, nel luglio 2022 all'età di 38 anni, annuncia il ritiro dal calcio giocato per affiancare come vice allenatore il neo tecnico Tam Courts alla guida della prima squadra.

### Allenatore
Nell'estate 2021 assume il ruolo di allenatore della squadra riserve dell'Honvéd, militanti in NBIII la terza serie magiara, divenendone nel contempo anche calciatore. Dopo aver guidato la sua squadra ad un buon quarto posto finale, con l'arrivo del neo tecnico Tam Courts diviene suo vice per la stagione 2022-23 in prima squadra. Confermato anche per la stagione successiva, diviene l'allenatore ad interim per due partite tra il passaggio dell'esonerato Pinezits al neo entrante Aurél Csertői, successivamente riprende il suo ruolo da vice.

### Nazionale
Nel 2003 è stato convocato con l'Under-21 della Serbia e Montenegro giocando tre partite, mentre nel 2007 il ct Fuad Muzurović lo convoca in nazionale maggiore della Bosnia ed Erzegovina giocando il match esterno contro la Polonia perso per 2-0 del 15 dicembre.

## Statistiche

### Presenze e reti nei club
Statistiche aggiornate al 22 luglio 2022.
| Stagione            | Squadra             | Campionato          | Campionato | Campionato | Coppe nazionali | Coppe nazionali | Coppe nazionali | Coppe continentali | Coppe continentali | Coppe continentali | Altre coppe | Altre coppe | Altre coppe | Totale | Totale |
| Stagione            | Squadra             | Comp                | Pres       | Reti       | Comp            | Pres            | Reti            | Comp               | Pres               | Reti               | Comp        | Pres        | Reti        | Pres   | Reti   |
| ------------------- | ------------------- | ------------------- | ---------- | ---------- | --------------- | --------------- | --------------- | ------------------ | ------------------ | ------------------ | ----------- | ----------- | ----------- | ------ | ------ |
| 2006-2007           | Željezničar         | PL                  | 26         | 2          | KB              | 4               | 0               | -                  | -                  | -                  | -           | -           | -           | 30     | 2      |
| 2007-feb. 2008      | Željezničar         | PL                  | 15         | 1          | KB              | 2               | 1               | -                  | -                  | -                  | -           | -           | -           | 17     | 2      |
| Totale Željezničar  | Totale Željezničar  | Totale Željezničar  | 41         | 3          |                 | 6               | 1               |                    | -                  | -                  |             | -           | -           | 47     | 4      |
| feb.-giu 2008       | Diosgyőr            | NBI                 | 12         | 2          | MK+MLK          | -+2             | -+0             | -                  | -                  | -                  | -           | -           | -           | 14     | 2      |
| 2008-2009           | Diosgyőr            | NBI                 | 27         | 3          | MK+MLK          | 2+10            | 2+5             | -                  | -                  | -                  | -           | -           | -           | 39     | 10     |
| Totale Diosgyor     | Totale Diosgyor     | Totale Diosgyor     | 39         | 5          |                 | 14              | 7               |                    | -                  | -                  |             | -           | -           | 53     | 12     |
| 2009-2010           | Zalaegerszeg        | NBI                 | 29         | 2          | MK+MLK          | 8+8             | 1+1             | -                  | -                  | -                  | -           | -           | -           | 45     | 4      |
| 2010-2011           | Zalaegerszeg        | NBI                 | 29         | 6          | MK+MLK          | 7+4             | 2+1             | UEL                | 2                  | 0                  | -           | -           | -           | 42     | 9      |
| 2011-feb. 2012      | Zalaegerszeg        | NBI                 | 17         | 4          | MK+MLK          | 1+0             | 0+0             | -                  | -                  | -                  | -           | -           | -           | 18     | 4      |
| Totale Zalaegerszeg | Totale Zalaegerszeg | Totale Zalaegerszeg | 75         | 12         |                 | 28              | 5               |                    | 2                  | 0                  |             | -           | -           | 105    | 17     |
| feb.-giu. 2012      | Győri ETO           | NBI                 | 12         | 3          | MK+MKL          | -+1             | -+0             | -                  | -                  | -                  | -           | -           | -           | 13     | 3      |
| 2012-2013           | Győri ETO           | NBI                 | 27         | 8          | MK+MLK          | 5+4             | 1+1             | -                  | -                  | -                  | -           | -           | -           | 36     | 10     |
| 2013-2014           | Győri ETO           | NBI                 | 28         | 2          | MK+MKL          | 4+3             | 0+0             | UCL                | 2                  | 0                  | MS          | 1           | 0           | 1      | 0      |
| 2014-2015           | Győri ETO           | NBI                 | 23         | 0          | MK+MKL          | 2+4             | 0+0             | UEL                | 2                  | 0                  | -           | -           | -           | 31     | 0      |
| Totale Győri ETO    | Totale Győri ETO    | Totale Győri ETO    | 90         | 13         |                 | 23              | 2               |                    | 4                  | 0                  |             | 1           | 0           | 118    | 15     |
| 2015-2016           | Honvéd              | NBI                 | 31         | 9          | MK              | 2               | 0               | -                  | -                  | -                  | -           | -           | -           | 33     | 9      |
| 2016-2017           | Honvéd              | NBI                 | 32         | 3          | MK              | 2               | 0               |                    | -                  | -                  | -           | -           | -           | 34     | 3      |
| 2017-2018           | Honvéd              | NBI                 | 28         | 1          | MK              | 2               | 0               | UCL                | 2                  | 0                  | -           | -           | -           | 32     | 1      |
| 2018-2019           | Honvéd              | NBI                 | 30         | 3          | MK              | 6               | 1               | UEL                | 4                  | 0                  | -           | -           | -           | 40     | 4      |
| 2019-2020           | Honvéd              | NBI                 | 32         | 1          | MK              | 8               | 3               | UEL                | 4                  | 1                  | -           | -           | -           | 44     | 5      |
| 2020-2021           | Honvéd              | NBI                 | 20         | 0          | MK              | 4               | 0               | UEL                | 1                  | 0                  | -           | -           | -           | 25     | 0      |
| Totale Honvéd       | Totale Honvéd       | Totale Honvéd       | 173        | 17         |                 | 24              | 4               |                    | 11                 | 1                  |             | -           | -           | 208    | 22     |
| 2020-2021           | Honvéd II           | NBIII               | 3          | 0          | -               | -               | -               | -                  | -                  | -                  | -           | -           | -           | 3      | 0      |
| 2021-2022           | Honvéd II           | NBIII               | 16         | 1          | -               | -               | -               | -                  | -                  | -                  | -           | -           | -           | 16     | 1      |
| Totale Honvéd II    | Totale Honvéd II    | Totale Honvéd II    | 19         | 1          |                 | -               | -               |                    | -                  | -                  |             | -           | -           | 19     | 1      |
| Totale carriera     | Totale carriera     | Totale carriera     | 437        | 50         |                 | 85              | 19              |                    | 17                 | 1                  |             | 1           | 0           | 540    | 71     |

## Statistiche

### Cronologia presenze e reti in nazionale
| Cronologia completa delle presenze e delle reti in nazionale ― Bosnia ed Erzegovina | Cronologia completa delle presenze e delle reti in nazionale ― Bosnia ed Erzegovina | Cronologia completa delle presenze e delle reti in nazionale ― Bosnia ed Erzegovina | Cronologia completa delle presenze e delle reti in nazionale ― Bosnia ed Erzegovina | Cronologia completa delle presenze e delle reti in nazionale ― Bosnia ed Erzegovina | Cronologia completa delle presenze e delle reti in nazionale ― Bosnia ed Erzegovina | Cronologia completa delle presenze e delle reti in nazionale ― Bosnia ed Erzegovina | Cronologia completa delle presenze e delle reti in nazionale ― Bosnia ed Erzegovina |
| Data                                                                                | Città                                                                               | In casa                                                                             | Risultato                                                                           | Ospiti                                                                              | Competizione                                                                        | Reti                                                                                | Note                                                                                |
| ----------------------------------------------------------------------------------- | ----------------------------------------------------------------------------------- | ----------------------------------------------------------------------------------- | ----------------------------------------------------------------------------------- | ----------------------------------------------------------------------------------- | ----------------------------------------------------------------------------------- | ----------------------------------------------------------------------------------- | ----------------------------------------------------------------------------------- |
| 15-12-2007                                                                          | Chorzów                                                                             | Polonia                                                                             | 2 – 0                                                                               | Bosnia ed Erzegovina                                                                | Amichevole                                                                          | 0                                                                                   |                                                                                     |
| Totale                                                                              |                                                                                     | Presenze                                                                            | 1                                                                                   |                                                                                     | Reti                                                                                | 0                                                                                   |                                                                                     |

## Palmares

### Club

#### Competizioni nazionali
- Campionato ungherese: 2

Gyori ETO: 2012-2013
Honvéd: 2016-2017
- Supercoppa d'Ungheria: 1

Gyori ETO: 2013
- Coppa d'Ungheria: 1

Honvéd: 2019-2020